# Sevanaia Galala
Pas d'image ? Cliquez ici

a Compétitions nationales et continentales officielles uniquement.

b Matchs officiels uniquement.
Dernière mise à jour le 21 juillet 2025.
Sevanaia Galala, né le 29 janvier 1993 aux Fidji, est un joueur de rugby à XV international fidjien. Il joue aux postes de centre ou d'ailier. Il mesure 1,88 m pour 104 kg.

## Carrière

### En club
Sevanaia Galala est recruté en 2011 par le CA Brive qui évolue alors en Top 14, alors qu'il est tout juste âgé de 18 ans. Il est repéré par le club corrézien alors qu'il évolue au sein de la NZPTC Junior Rugby Academy à Nadi. Arrivé à Brive, il évolue dans un premier temps en Crabos, compétition où il est sacré champion de France en mai 2011. Il continue ensuite son apprentissage avec l'équipe Espoir, avec laquelle il remporte le championnat de France niveau 2 en 2013.
Il a fait ses débuts avec l'équipe professionnelle en septembre 2011 lors d'un déplacement à Castres. Bien que doté d'un gabarit et d'un potentiel physique intéressant, il ne s'impose vraiment qu'à partir de la saison 2015-2016 où alterne les titularisation au centre et à l'aile,.
En avril 2017, alors qu'il s'était imposé au centre avec le club corrézien, il se blesse gravement au genou, le rendant indisponible jusqu'au mois de novembre 2017,. En décembre de cette même année, il prolonge son engagement avec le CA Brive jusqu'en 2020.
En 2018-2019, alors que son club est relégué en Pro D2, il devient un élément essentiel de la ligne de trois-quarts briviste, et participe à la remontée du club en élite. Toutefois, de retour en Top 14, il voit à nouveau son temps de jeu baisser à cause de la concurrence, mais reste utile dans la rotation. En janvier 2020, il prolonge son contrat jusqu'en 2022.
En 2022, après onze saisons à Brive, il quitte le club et rejoint l'US Montauban en Pro D2. Indisponible toute la première moitié de saison à cause d'une blessure au genou, il fait ses débuts sous ses nouvelles couleurs en février 2023 contre Colomiers.
En 2025, après trois saisons où il a été peu utilisé à Montauban (19 matchs au total), il rejoint le Niort RC en Nationale,.

### En équipe nationale
Sevanaia Galala a évolué avec l'équipe des Fidji des moins de 20 ans en 2012 et 2013, participant ainsi aux championnats du monde junior 2012 en Afrique du Sud, et 2013 en France. À noter qu'il ne dispute qu'un seul match de l'édition 2013, après un carton rouge reçu lors du match contre les Baby Blacks pour un placage dangereux sur le deuxième ligne Patrick Tuipulotu.
En avril 2016, il est sélectionné dans le groupe élargi à 53 joueurs de l'équipe des Fidji dans le cadre de la tournée de juin, mais ne sera finalement pas conservé dans le groupe final,.
En mai 2018, il est appelé une nouvelle fois en sélection pour disputer la Pacific Nations Cup. Il obtient sa première cape internationale le 9 juin 2018 à l'occasion d'un match contre l'équipe des Samoa à Suva.
L'année suivante, il dispute deux rencontres face aux Māori All Blacks, et fait partie de la liste élargie de 50 joueurs retenus pour préparer la Coupe du monde 2019,. Cependant, il n'est pas sélectionné dans le groupe définitif de 31 joueurs en août 2019.

## Palmarès

### En club
- Champion de France Crabos en 2011 avec le CA Brive.
- Champion de France Espoir niveau 2 en 2013 avec le CA Brive.
- Finaliste du Championnat de France de rugby à XV de 2e division en 2019 avec le CA Brive.
- Vainqueur du barrage d'accession en 2019 avec le CA Brive.
- Vainqueur du Championnat de France de rugby à XV de 2e division en 2025 avec l'US Montauban.

### En équipe nationale
- Vainqueur de la Pacific Nations Cup en 2018.